# Mohammed Mohandis
Mohammed (Mo) Mohandis (Gouda, 28 juni 1985) is een Nederlands politicus van Marokkaanse afkomst. Hij is sinds 2 juni 2022 lid van de Tweede Kamer der Staten-Generaal namens de Partij van de Arbeid (PvdA). Eerder was hij dat al van 20 september 2012 tot 23 maart 2017.

## Loopbaan
Na een ontmoeting op jonge leeftijd met gemeenteraadsleden, waarbij Mohandis naar eigen zeggen het gevoel had niet begrepen te worden, besloot hij om zelf politiek actief te worden. Op zijn zeventiende sloot hij zich aan bij de Partij van de Arbeid, en werd hij lid van de Jonge Socialisten, waarvan hij de Goudse tak oprichtte. Op zijn twintigste werd hij met 1365 voorkeurstemmen verkozen in de gemeenteraad van Gouda.
In 2009 rondde hij zijn studie communicatiemanagement af, en kort daarna werd hij verkozen tot landelijk voorzitter van de Jonge Socialisten. Bij de gemeenteraadsverkiezingen van 2010 werd hij wederom verkozen in de gemeenteraad van Gouda, en stond hij op plek 35 van de kandidatenlijst van de Partij van de Arbeid voor de Tweede Kamerverkiezingen in dat jaar. Doordat de PvdA toen 30 zetels haalde, werd hij niet verkozen. Bij de Tweede Kamerverkiezingen van 12 september 2012 stond hij op 33ste plaats van de kandidatenlijst en haalde de PvdA 38 zetels, waardoor hij werd verkozen tot Tweede Kamerlid. Hij werd op 20 september 2012 beëdigd. Hij gaf aan zijn zetel in de gemeenteraad van Gouda nog voor het einde van 2012 af te staan om zich volledig te kunnen concentreren op het Kamerlidmaatschap. Na zijn Kamerperiode werd hij weer voor vier jaar gemeenteraadslid.
Sinds 2015 is Mohandis lid van de Raad van Toezicht van Stichting GoudApot. Mohandis rondde in 2019 zijn studie bestuurskunde af aan de Universiteit Leiden.
Bij de Tweede Kamerverkiezingen 2021 stond Mohandis op de elfde plaats van de PvdA-lijst. De partij haalde die verkiezingen negen zetels, waardoor hij niet direct in de Kamer kwam. Op 2 juni 2022 werd hij wegens het vertrek van Lilianne Ploumen alsnog Kamerlid. Op 22 november 2023 werd hij via de lijst GroenLinks-PvdA opnieuw herkozen als Kamerlid.
Laura Bromet · Julian Bushoff · Glimina Chakor · Geert Gabriëls · Marleen Haage · Daniëlle Hirsch · Habtamu de Hoop · Barbara Kathmann · Jesse Klaver · Suzanne Kröger · Esmah Lahlah · Tom van der Lee · Mohammed Mohandis · Songül Mutluer · Jimme Nordkamp · Mariëtte Patijn · Anita Pijpelink · Kati Piri · Elke Slagt · Luc Stultiens · Joris Thijssen · Frans Timmermans · Mikal Tseggai · Lisa Westerveld · Raoul White
- Parlement.com: vier1aav0nzz